# ヒルベルト–ポワンカレ級数
数学、とくに代数学の分野において、ヒルベルト–ポワンカレ級数 (Hilbert–Poincaré series)（ヒルベルト級数と呼ばれることもある）は、次数付き代数的構造の文脈に次元の概念を適応したものである（構造全体はしばしば無限次元である）。ダヴィット・ヒルベルト (David Hilbert) とアンリ・ポアンカレ (Henri Poincaré) にちなんで名づけられている。ヒルベルト–ポワンカレ級数は、一つのパラメータ（t とする）の形式的冪級数であり、tn の係数が n 次斉次元全体のなす部分構造の次元（あるいは階数）で与えられる。ヒルベルト–ポワンカレ級数は、ヒルベルト多項式が存在するときこれと密接に関係する。しかしながら、ヒルベルト–ポワンカレ級数はすべての次数において階数を記述する一方、ヒルベルト多項式は有限個を除くすべての次数でしか記述せず、したがって与えてくれる情報が少ない。とくに、ヒルベルト–ポワンカレ級数は、ヒルベルト多項式が存在するときでさえ後者から導くことができない。良い場合には、ヒルベルト–ポワンカレ級数は変数 t の有理関数として表せる。

## 定義
K を体とし、V = ⊕i ∈ N Vi を N で次数付けられたK 上のベクトル空間とし、次数 n のベクトルからなる各部分空間 Vi は有限次元であるとする。このとき V のヒルベルト–ポワンカレ級数は、形式的冪級数
{\displaystyle \sum _{i\in \mathbf {N} }\dim _{K}(V_{i})\,t^{i}}
である。同様に、任意の可換環 R 上の N で次数付けられた加群であって、各次数 n の斉次元からなる各部分加群が有限階数の自由加群であるものに対して定義することができる。つまり、次元を階数で置き換えるだけで十分である。ヒルベルト–ポワンカレ級数を考えている次数付きベクトル空間や加群は、しばしば付加的な構造、たとえば環の構造、をもっているが、ヒルベルト–ポワンカレ級数は乗法や他の構造とは独立である。
例： 変数が X0, ..., Xn の k 次単項式は（例えば帰納法で）{\displaystyle {\binom {n+k}{n}}} 個あるので、負の二項係数からK[X0, X1, …, Xn] のヒルベルト–ポワンカレ級数は (1 − t)− n − 1 であることが直ちに従う。

## ヒルベルト–セールの定理
A をアルティン環（例えば体）として、M を A[x0, ..., xn] 上の有限生成次数付き加群で、 deg xi = di とする。このとき M のポワンカレ級数は、Πi (1 − tdi) で割られる整係数の多項式である。今日の標準的な証明は、n に関する帰納法である。ヒルベルトのもともとの証明はヒルベルトの syzygy 定理（M の射影分解）を利用しており、これはよりホモロジー的な情報を与える。
n についての帰納法による証明を与える。n = 0 のとき、M は長さ有限だから、k が十分大きければ Mk = 0 である。次に、定理は n − 1 に対して正しいとし、N(l)k = Nk + l と書いて、次数付き加群の完全列（次数ごとに完全）
{\displaystyle 0\to K(-d_{n})\to M(-d_{n}){\overset {x_{n}}{\to }}M\to C\to 0}
を考える。長さは加法的だから、ポワンカレ級数もまた加法的である。したがって
{\displaystyle P(M,t)=-P(K(-d_{n}),t)+P(M(-d_{n}),t)-P(C,t)}
が成り立つ。{\displaystyle P(M(-d_{n}),t)=t^{d_{n}}P(M,t)} と書くことができる。K は xn によって殺されるから、それを A[x0, ..., xn − 1] 上の次数付き加群と見ることができる。同じことは C に対しても正しい。よって定理が帰納法の仮定から従う。

## チェイン複体
次数付きベクトル空間の例はベクトル空間のチェイン複体あるいはコチェイン複体 C と関連がある。後者は
{\displaystyle 0\to C^{0}{\stackrel {d_{0}}{\longrightarrow }}C^{1}{\stackrel {d_{1}}{\longrightarrow }}C^{2}{\stackrel {d_{2}}{\longrightarrow }}\cdots {\stackrel {d_{n-1}}{\longrightarrow }}C^{n}\to 0}
の形をとる。この複体に対する次数付きベクトル空間 ⊕i Ci のヒルベルト–ポワンカレ級数（しばしばポワンカレ多項式と呼ばれる）は
{\displaystyle P_{C}(t)=\sum _{j=0}^{n}\dim(C^{j})\,t^{j}}
である。コホモロジーのヒルベルト–ポワンカレ多項式は、コホモロジー空間を Hj = Hj(C) として、
{\displaystyle P_{H}(t)=\sum _{j=0}^{n}\dim(H^{j})\,t^{j}}
である。この2つの間の有名な関係は、非負係数の多項式 Q(t) が存在して、PC(t) − PH(t) = (1 + t)Q(t) となるということである。